# Stare Juchy

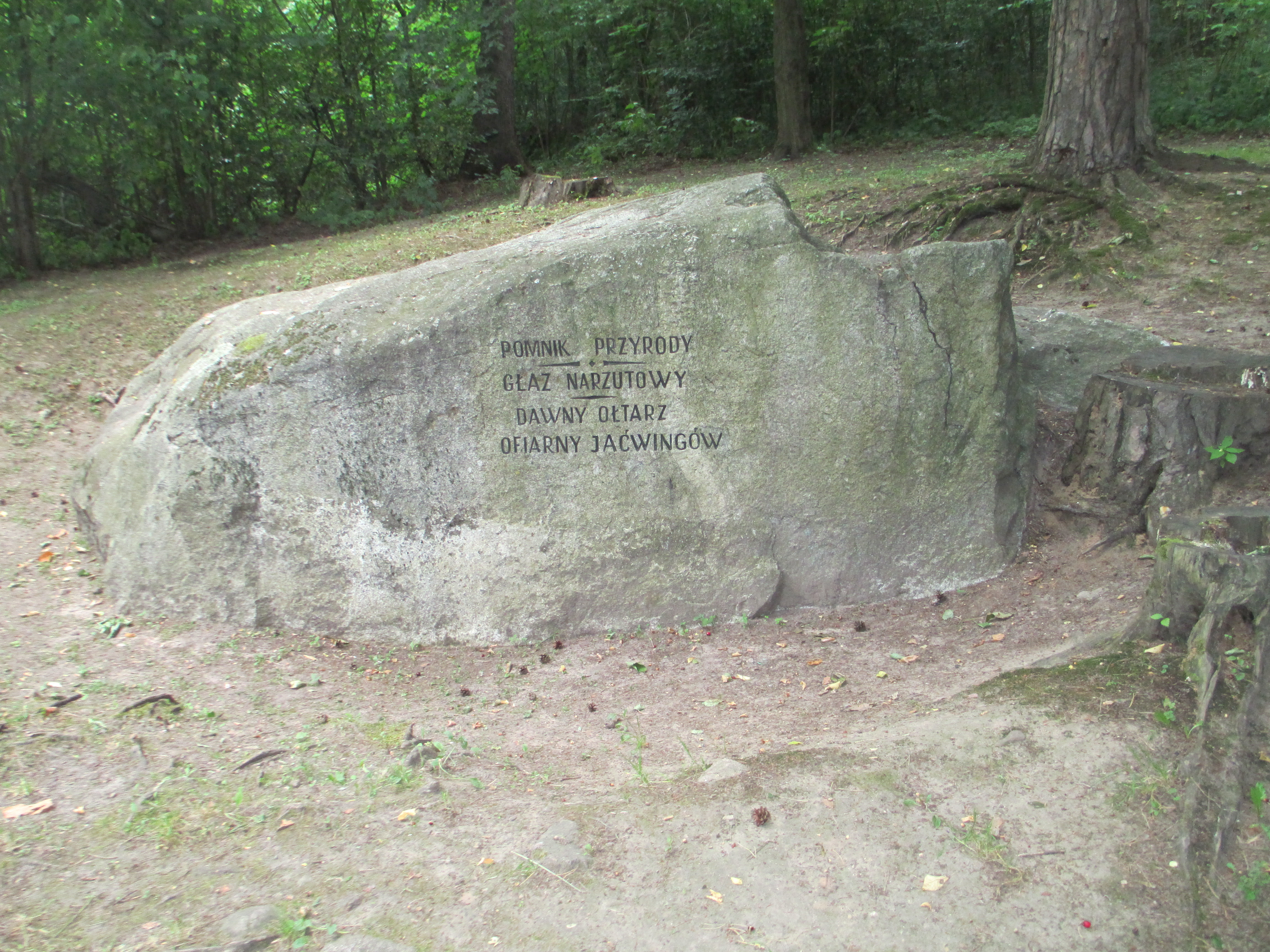
Głaz narzutowy dawny ołtarz ofiarny Jaćwingów

Stare Juchy (niem. Alt Jucha, od 1938 Fließdorf) – wieś mazurska w Polsce położona w województwie warmińsko-mazurskim, w powiecie ełckim, w gminie Stare Juchy, przy trasie linii kolejowej Giżycko – Ełk.
W latach 1975–1998 miejscowość administracyjnie należała do województwa suwalskiego.
Wieś jest siedzibą gminy Stare Juchy. Położona jest nad rzeką Gawlik, na przesmyku między jeziorami: Jędzelewo, Rekąty i Ułówki.

## Historia
Miejscowość Jucha była znana już za czasów pogańskich z kultu religijnego – składanych ofiar na leżącym w lesie, nad miejscową strugą, głazie narzutowym (obwód 11,5 m, wysokość 0,8 m). W poł. XV w. mazurscy osadnicy zakładają osadę nad jeziorem Jędzlewo Stare, lokacja ponowiona w 1461 i potwierdzona pierwszą pisemną wzmianką o „wsi już istniejącej”. W 1473 lokacja Nowych Juch. W 1619 potwierdzenie istnienia ośrodka gospodarczego w szlacheckim majątku Szlachecka Jucha. Podczas epidemii dżumy w latach 1709-1711 zmarło 88 osób. W 1834 na 387 parafian jedynie 67 było Niemcami. W 1868 do wsi dociera linia kolejowa. W 1914 wojska rosyjskie wycofując się w znacznym stopniu niszczą zabudowę wsi. W 1929 trzy miejscowości - Nowe Juchy (niem. Neu Jucha), Stare Juchy (Alt Jucha) i Szlacheckie Juchy (Adlig Jucha) - połączono w jedną wieś Jucha, którą w 1938 przemianowano na Fließdorf. Obecnie Stare Juchy to miejscowość letniskowa.

## Zabytki
- Kościół pw. Trójcy Przenajświętszej z XVI wieku, przebudowany w 1885 r. i kolejny raz w XX w. Trójnawowy ze słabo rozbudowanym szczytem wschodnim, stropy bocznych naw i kolebkę centralnej pokrywają ornamenty geometryczne. Ołtarz główny z renesansowymi malowidłami z 1574 i późnogotyckim tryptykiem z 1591 oraz Grupa Ukrzyżowania z drugiej połowy XVI w. Organy barokowe z XVIII, nad emporą organową XVI wieczne pająki. Na dekorowanej dwoma rzędami blend wieży dzwony z 1664[7].
- Budynek dawnej szkoły polskiej z XVIII w., przebudowany w XIX w. i ponownie w XX w.
- Zespół dworski z drugiej połowy XIX w. (neoklasycystyczny, parterowy dwór kryty dachem naczółkowym, wydłużoną facjatką i bocznymi skrzydłami, domek ogrodnika, obora, spichlerz, gorzelnia, młyn)
- Głaz narzutowy o obw. 10,6 m, który posiada płaską powierzchnię był ołtarzem na którym Jaćwingowie składali krwawe ofiary. Podobno nazwa wsi pochodzi od krwi (juchy), która spływała po tym kamieniu[7].
- Kamieniczki i domy na rynku (plac 500 lecia) z XIX i XX w, w tym rekonstruowana chata mazurska z podcieniami
- Budynek dworca z II poł. XIX w. oraz stojąca na ślepym torze lokomotywa z tendrem z 1952[7].

## Sport
W miejscowości działa klub piłkarski Orzeł Stare Juchy, założony w 1969 roku.

## Wspólnoty wyznaniowe
- Kościół Ewangelicko-Metodystyczny w RP – Parafia Ewangelicko-Metodystyczna w Starych Juchach, należąca do okręgu mazurskiego[8]
- Kościół rzymskokatolicki – parafia Trójcy Przenajświętszej w Starych Juchach, należąca do dekanatu Ełk – Świętej Rodziny w diecezji ełckiej[9]